# ضيفد زاحف
ضيفد زاحف (الاسم العلمي:Dyschoriste repens) هو نوع من النباتات يتبع جنس الضيفد من الفصيلة الأقنتية.